# Georg Matthias von König

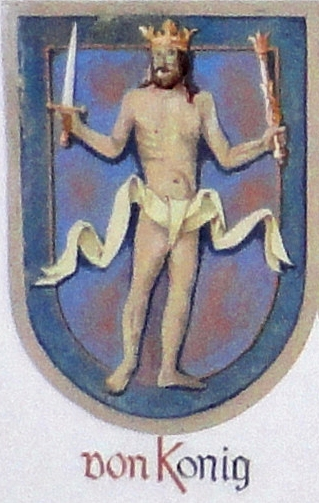
Wappen der Familie König auf dem Kemptener Rathaus

Georg Matthias von König (* 1757; † 1825) war ein bayerischer Großhändler und Ratsherr in Kempten (Allgäu).

## Werdegang
König entstammt einer alteingesessenen Kemptener Patrizierfamilie. Am 29. Januar 1779 erhielt er zu Wien den Reichsadelsstand. Nach Anlegung der Adelsmatrikel des Königreichs Bayern wurde die Familie König in Person des Georg Matthias am 6. März 1809 in dieselbe eingetragen.
Er war Ratsherr in Kempten und von 1818 bis 1824 der erste Bürgermeister nach der Vereinigung der Reichs- und Stiftsstadt.